# Flavan-3-ol

Estrutura química do Flavan-3-ol (fórmula: C_{15}H_{14}O_{2}, massa molar : 226,27 g/mol, massa exata: 226,09937966).

Epicatequina (EC)

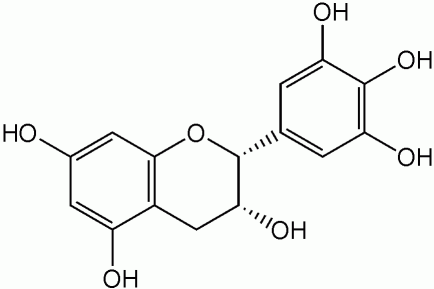
Epigalocatequina (EGC)

Flavan-3-ols (algumas vezes referidos como flavanóis) são derivados de flavanos que usam a estrutura 2-fenil-3,4-diidro-2H-cromen-3-ol. Estes compostos incluem a catequina, o galato de epicatequina, a epigalocatequina, o galato de epigalocatequina, as  proantocianidinas, as teaflavinas, e tearrubiginas.
Flavanóis (com um "a") não devem ser confundidos com flavonóis (com um "o"), uma classe de flavonoides contendo um grupo cetona.
A molécula isolada (monômero) catequina, ou o isômero epicatequina (ver diagrama), adiciona quatro hidroxilas ao flavan-3-ol, produzindo blocos de construção para polímeros concatenadas (proantocianidinas) e polímeros de ordem superior (antocianidas).
Flavanóis possuem dois carbonos quirais, o que resulta que quatro diastereoisômeros ocorrem para cada um deles.
Catequinas são distintas dos flavonoides amarelos contendo cetonas tais  como quercetina e rutina, as quais são chamadas flavonóis. O uso primordial do termo bioflavonóide foi aplicado de maneira imprecisa para incluir os flavanóis, que são distinguidos pela ausência de cetona(s). Monômeros catequina, dímeros e trímeros (oligómeros) são incolores. Polímeros de ordem superior, antocianidinas, exibem coloração vermelho profunda e tornar-se taninos.